# YoungStar Awards
Die YoungStar Awards war eine von The Hollywood Reporter von 1995 bis 2000 veranstaltete Preisverleihung für junge Schauspieler bis maximal 20 Jahre. Wie bei der Oscar-Verleihung, wurden die Schauspieler zunächst nominiert und dann in der Veranstaltung ausgezeichnet.
Ausgezeichnet wurde in folgenden Kategorien:
- Best Young Actor/Performance in a Motion Picture Drama
- Best Young Actor/Performance in a Motion Picture Comedy
- Best Young Actress/Performance in a Motion Picture Drama
- Best Young Actress/Performance in a Motion Picture Comedy
- Best Young Voice Over Talent
- Best Young Actor/Performance in a Drama TV Series
- Best Young Actor/Performance in a Comedy TV Series
- Best Young Actor/Performance in a Miniseries/Made-For-TV Film
- Best Young Actor/Performance in a Saturday Morning TV Series
- Best Young Actor/Performance in a Daytime TV Series
- Best Young Actress/Performance in a Drama TV Series
- Best Young Actress/Performance in a Daytime TV Series
- Best Young Actress/Performance in a Comedy TV Series
- Best Young Actress/Performance in a Saturday Morning TV Series
- Best Young Actress/Performance in a Miniseries/Made-For-TV Film
- Best Young Ensemble Cast – Television
- Starlight Award

Zu den bekanntesten Ausgezeichneten gehören z. B. Britney Spears, Natalie Portman, Joseph Mazzello, Melissa Joan Hart, Scarlett Johansson und andere.